# Šambron
Šambron (Hongaars: Feketekút) is een Slowaakse gemeente in de regio Prešov, en maakt deel uit van het district Stará Ľubovňa.
Šambron telt 417 inwoners.